# Dzielce
Dzielce – wieś w Polsce położona w województwie lubelskim, w powiecie zamojskim, w gminie Radecznica. Leży na Roztoczu Zachodnim, nad rzeką Gorajec. 
W latach 1975–1998 miejscowość administracyjnie należała do województwa zamojskiego.
Wieś jest sołectwem w gminie Radecznica. Według Narodowego Spisu Powszechnego z roku 2011 wieś liczyła 87 mieszkańców.
Powierzchnię obszaru wsi pokrywają pola uprawne, łąki, las i znikome użytki rolne. Fizjograficznie obszar wsi dzieli się na następujące jednostki: Góra, Nowiny, Paluchowiec, Wilczy Dół, Usłonie, Debrza, Opacz, Wygon, łąki, Panina Droga. Dzielce leżą w otoczeniu wsi Gorajec Zagroble Kolonia, Gorajec Stara Wieś, Podborcze i Zaburze.
Zabudowania wiejskie usytuowane są u podnóża wysokiego wzniesienia należącego do Subroztocza szczebrzeszyńskiego. Patrząc w kierunku zachodu ogląda się piękny krajobraz Subroztocza gorajskiego.
Wierni Kościoła rzymskokatolickiego należą do parafii Wniebowzięcia Najświętszej Maryi Panny w Gorajcu-Starej Wsi.

## Historia
Powstanie wsi Dzielce określa się na rok 1792, która została utworzona na ziemiach Ordynacji Zamoyskich, położonych na północno-wschodnich krańcach wsi Gorajec, graniczących z gruntami wsi Zaburze, a na wschodzie z ziemiami Błonia i Kawęczyna, gminy Szczebrzeszyn. Obszar leżący pomiędzy tymi granicami był przyczyną sporów i waśni sąsiadujących ze sobą wiosek. W roku 1883 była to wieś włościańska w powiecie zamojskim, gminie Radecznica, parafii Mokrelipie. Według notki słownika geograficznego Królestwa Polskiego położona na zachód od Zamościa w odległości o 33 wiorst, posiada 235 mórg ziemi ornej, urodzajnej, położonej na jednolitej równinie; liczyła wówczas 8 domów i 93 mieszkańców wyłącznie katolików.
Etymologia nazwy wsi
Według Barbary Czopek nazwa pochodzi od słowa „dělЬcЬ” co się tłumaczy kawałek, cząstka przedstawiona w liczbie mnogiej.
Etymologia według legendy
Aby zakończyć spór między sąsiadami, hrabina Gryzelda Zamoyska sprawująca nadzór nad tymi ziemiami postanowiła osiedlić na nich osiem rodzin, które wzięła ze swojego folwarku w Gorajcu. Przekazując im te grunty, powiedziała „podzielcie to między siebie”.
To słowo „podzielcie” dało początek nazwie wsi Dzielce. Nazwa została zapisana w księgach ordynacji Zamoyskich. Sama nazwa Dzielce była zniekształcana przez gwarę ludności wiejskiej, nadającej wsi miano „Dzilec”, gdyż gwarowo na wsi mówiono „podzilta się” zamiast „podzielcie się”. Brzmienie nazwy „Dzilce” można usłyszeć jeszcze dziś wśród starszego pokolenia.